# Mise en réserve (comportement animal)

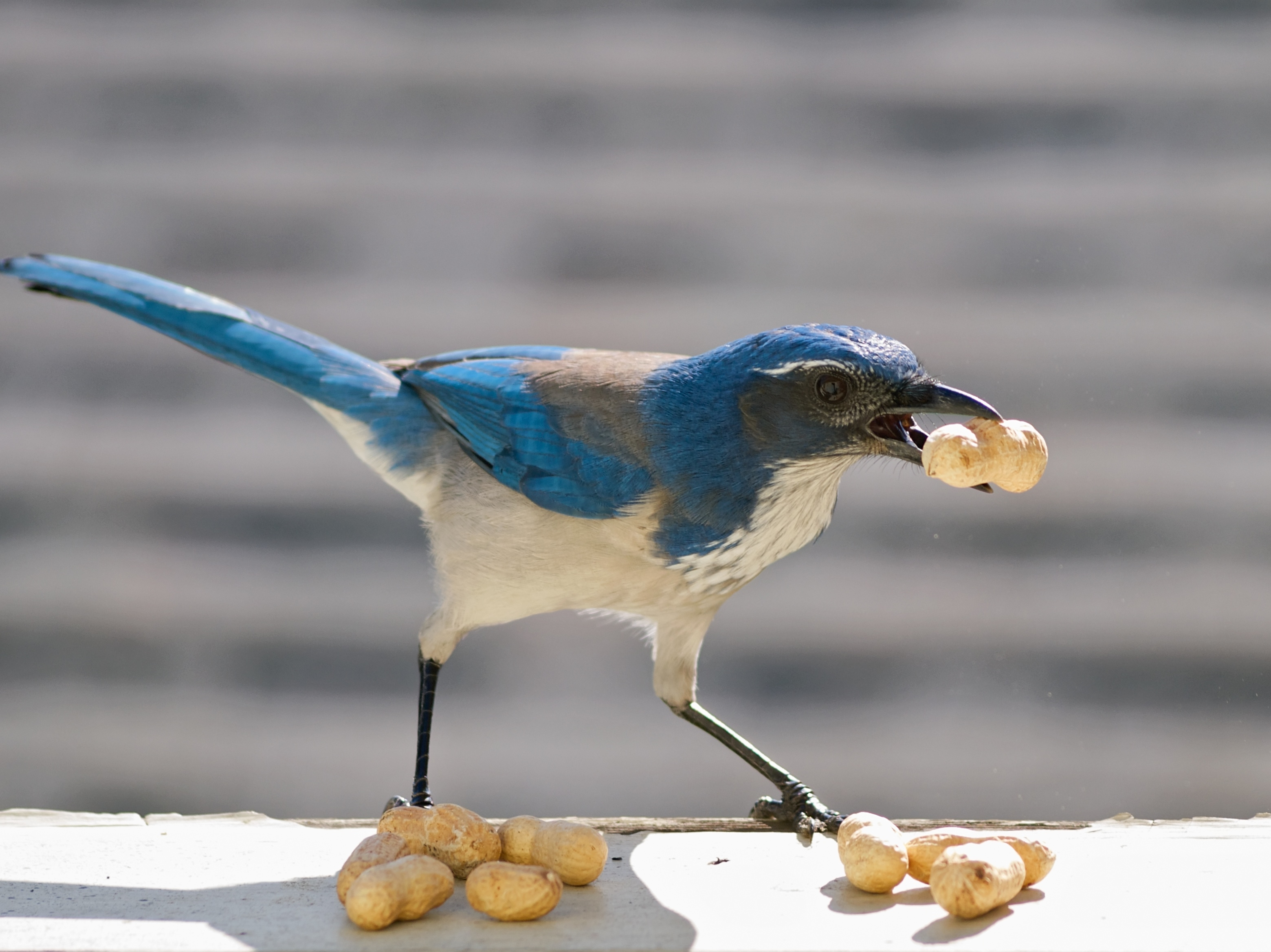
Le Geai buissonnier cache de la nourriture telle que des glands et des insectes.

La mise en réserve dans le comportement animal est le stockage de la nourriture dans des endroits cachés  à la vue à la fois des congénères (animaux de la même espèce ou espèces apparentées) et des membres d'autres espèces. Le plus souvent, la fonction de mise en réserve consiste à  stocker de la nourriture en période de surplus pour les moments où la nourriture est moins abondante. Cependant, il existe des preuves qu'une certaine quantité de la mise en réserve est effectuée afin de faire mûrir la nourriture, appelée mise en réserve de maturation. Le terme de la thésaurisation est le plus généralement utilisé pour les rongeurs, alors que la mise en cache est plus couramment utilisé en référence à des oiseaux, mais les comportements dans les deux groupes d'animaux sont assez similaires.